# Hans Schulz (Widerstandskämpfer)
Hans Schulz (* 27. Juli 1898 in Berlin; † 20. April 1945 im Zuchthaus Brandenburg-Görden) war ein deutscher Widerstandskämpfer gegen das NS-System sowie ein Opfer der NS-Kriegsjustiz.

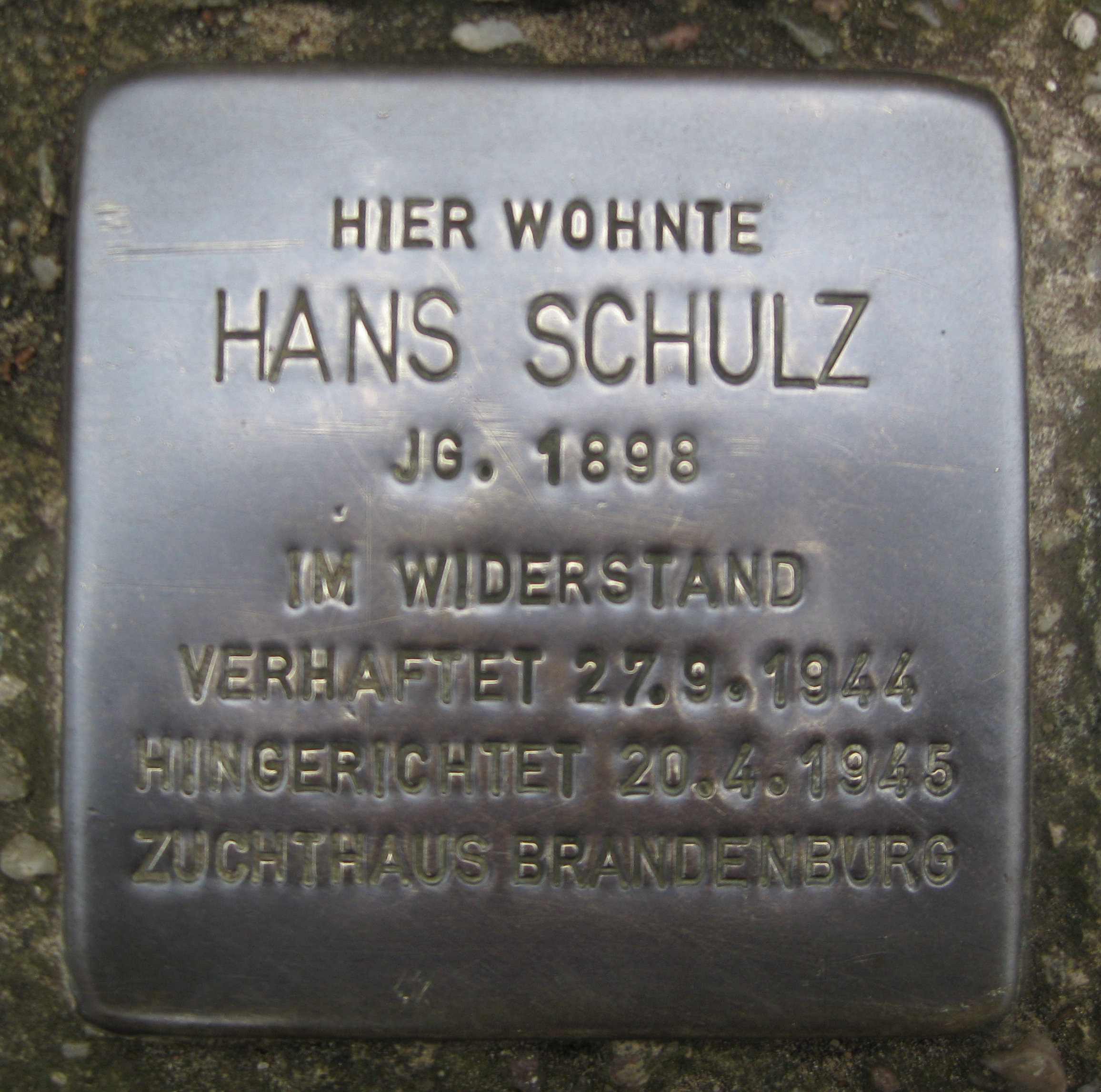
Stolperstein für Hans Schulz

## Leben und Tätigkeit
Nach dem Besuch der Volksschule wurde Schulz zum Dreher ausgebildet. Im Anschluss an den Ersten Weltkrieg ging er auf Wanderschaft. In der Zeit der Weimarer Republik trat Schulz außer der Betätigung als Sportwart des Arbeitersportvereins Fichte Nord politisch nicht hervor. Seit 1929 war er mit Erna Paul verheiratet. Aus der Ehe ging eine Tochter hervor.
1930 wurde Schulz Vorsitzender des Betriebsrats der Firma Worthingen in Berlin-Hohenschönhausen. Nach Misshelligkeiten zwischen ihm und der Betriebsleitung ging er im selben Jahr als Facharbeiter in die Sowjetunion, wo er in Moskau und Samara lebte. 1934 kehrte er nach Deutschland zurück und arbeitete fortan als Dreher bei der Firma Ludwig Loewe in Berlin-Moabit.
1944 wurde Schulz von der Saefkow-Jacob-Bästlein-Organisation, einer kommunistisch ausgerichteten Widerstandsgruppe gegen die NS-Herrschaft, für eine Mitarbeit in der von ihr durchgeführten oppositionellen Betätigung gegen die nationalsozialistische Diktatur gewonnen: So verbreitete er einige Monate lang illegale Flugschriften, die sich gegen das Hitler-Regime wandten, und gab das Regime kompromittierende Informationen, die er durch das Abhören ausländischer Nachrichtensender in Erfahrung gebracht hatte, weiter. Zusammen mit Kurt Winkler versuchte er zudem, Waffen für eventuelle gewaltsame Aktionen zu beschaffen.
Am 27. September 1944 wurde Schulz schließlich verhaftet. Er wurde als Untersuchungshäftling in das Strafgefängnis in Berlin-Plötzensee gebracht und am 1. Dezember 1944 wegen Vorbereitung zum Hochverrat vor dem „Volksgerichtshof“ angeklagt. In der Sitzung vom 2. Februar 1945 unter dem Vorsitz von Martin Stier wurde er für schuldig befunden und zum Tode verurteilt. Am 20. April 1945 wurde er zusammen mit Friedrich Klemstein im Zuchthaus-Brandenburg-Görden hingerichtet.
Die 1946 erfolgte Umbenennung der Reinickendorfer General-Woyna-Straße in Hans-Schulz-Straße wurde 1949 wieder zurückgenommen. Seit dem 6. März 2009 erinnert ein vor Schulz’ letztem Wohnhaus in der Ernststraße 94 verlegter Stolperstein an Schulz’ Leben und Hinrichtung.